# Marc Emili Lèpid (executat 39 dC)
Emili Lèpid (en llatí Aemilius Lepidus) va ser un polític romà, fill de Luci Emili Paul·le (Lucius Aemilius Paullus) i de Júlia, la neta d'August, del que per tant era besnet. Formava part de la Família Júlia Clàudia.
Va ser molt amic de Calígula que li va donar la seva germana preferida, Drusil·la, com a dona i a més li va permetre tenir relacions sexuals també amb les altres dues germanes Agripina i Livil·la. Però al cap d'un temps, l'any 39, Calígula el va acusar de conspirar contra ell i el va fer executar.